# أحمد بحر
أحمد محمد عطية بحر (أبو أكرم؛ 1949-2023) سياسي فلسطيني ولد في مدينة غزة، كان عضوًا في المكتب السياسي لحركة المقاومة الإسلامية (حماس)، ونائب أول رئيس المجلس التشريعي الفلسطيني، ورئيس المجلس بالإنابة بعد أن اعتقل الإحتلال الصهيوني رئيس المجلس عزيز الدويك، ورئيس مجلس شورى حماس. متزوج وله ثلاثة عشر من البنين والبنات.

## الدراسة
- يحمل إجازة في القرآن الكريم والإقراء بالسند إلى رسول الله ﷺ من فلسطين.
- حاصل على درجة الدكتوراة في اللغة العربية (فلسطين).

## في سجون الاحتلال
اعتقله الجيش الصهيوني إدارياً دون تهمة لمدة سنتين عام 1989م.

## الوظائف السابقة
- رئيس اللجنة التحضيرية لمؤتمر الإمام الشيخ أحمد ياسين (فلسطين) .
- من مُؤسسي دار القرآن الكريم والسنة بقطاع غزة (فلسطين).
- 1971 - 1974 مدرس في المدرسة الثانوية الشرعية بالخليل.
- 1972 - 1976 إمام وخطيب لمسجد بيت امر بمحافظة الخليل (فلسطين)
- 1984 - نائب نقيب العاملين بالجامعة الإسلامية.
- 1985 - 2004 الأمين العام للجمعية الإسلامية بغزة (فلسطين)
- 2002 - 2003 نائب لعميد كلية الآداب بالجامعة الإسلامية بغزة

## الوظيفة الحالية
- النائب الأول لرئيس المجلس التشريعي الفلسطيني (فلسطين).
- محاضر بقسم اللغة العربية بكلية الآداب بالجامعة الإسلامية في غزة (فلسطين).
- عضو المجلس التشريعي الفلسطيني عن قائمة الإصلاح والتغيير.
- انتخب نائبا عن غزة وحصل على 73988 صوتاً.

## اغتياله
استشهد في 17 نوفمبر 2023 متأثراً بجروحه في غارة إسرائيلية سابقة وذلك خلال الرد الإسرائيلي على عملية طوفان الأقصى. علماً بأن زوجته وأبناؤه استشهدوا بتاريخ 23 أكتوبر 2023 بقصف القوات الجوية الإسرائيلية منزلهم.
نعاه نائب رئيس المجلس التشريعي الفلسطيني حسن خريشة قائلًا: «باسمي وباسم أعضاء المجلس التشريعي المنتخب عام 2006، ننعى وبكل فخر واعتزاز رئيس المجلس التشريعي بالإنابة د.أحمد بحر (أبو أكرم)، الذي ارتقى  نتيجة القصف. ستبقى حاضرًا في ذاكرة شعبنا وكل من عرفك رمزًا وطنيًا صادقًا وأمينًا وشريكًا في نصر فلسطين وغزة وأهلها».